# مطار ناغويا
مطار ناغويا (باليابانية: 名古屋飛行場 ناغويا هيكوجو) هو مطار يقع في منطقة الحكومة المحلية لمدينة تويوياما، كوماكي، كاسوغاي وناغويا في محافظة آيتشي اليابان.
كان مطار ناغويا مطار دولي إلا أنه تحول إلى مطار محلي بعد افتتاح مطار تشوبو الدولي في 17 فبراير، 2005.

## شركات الطيران
| شركـات طيـران       | الوجهات                                                                    |
| ------------------- | -------------------------------------------------------------------------- |
| Fuji Dream Airlines | Aomori، Fukuoka، Hanamaki، Izumo، Kōchi-Ryoma، Kumamoto، Niigata، Yamagata |